# Ofensywa pod Flămândą

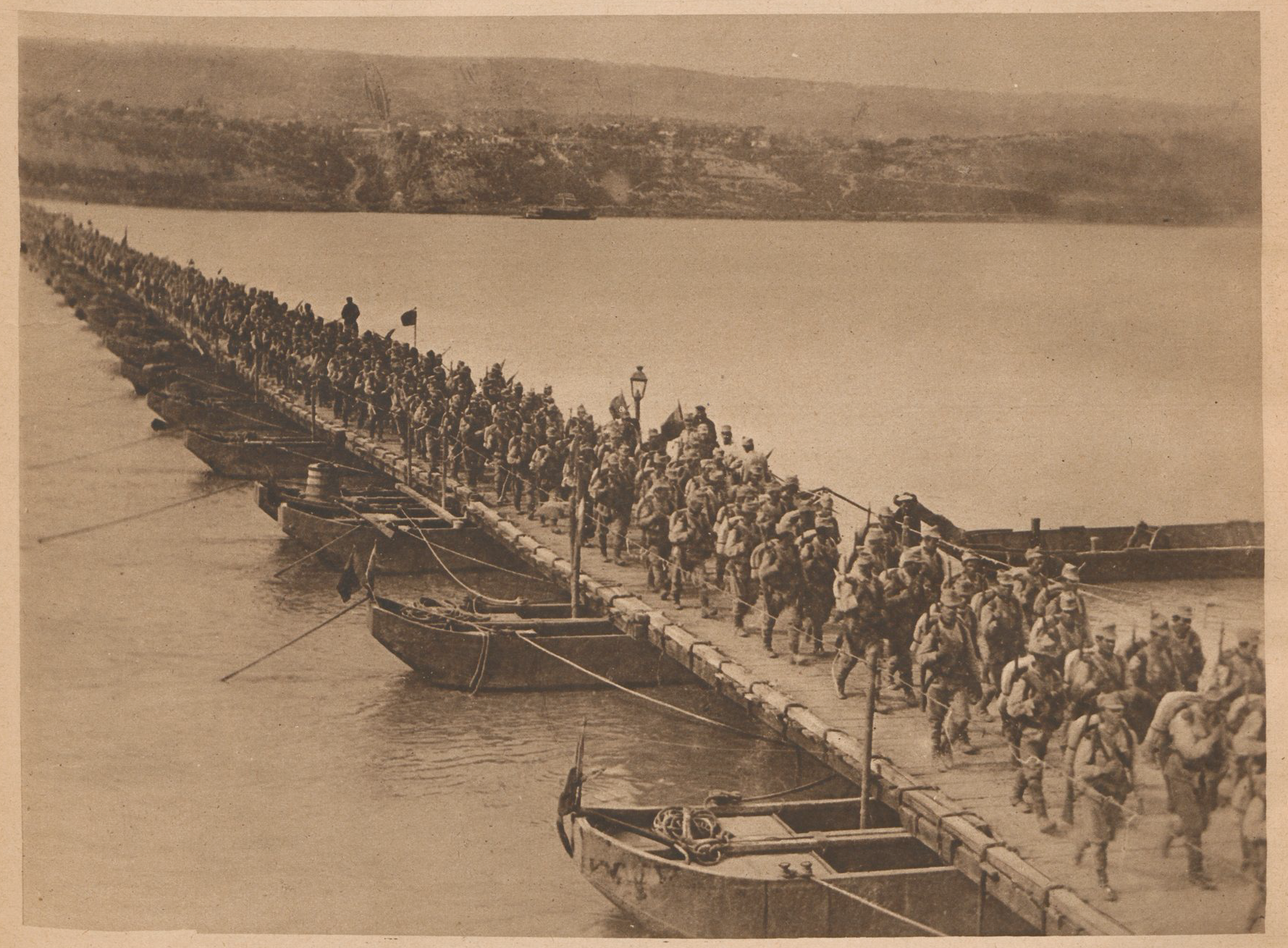
Rumuńscy żołnierze przekraczający Dunaj

Ofensywa pod Flămândą określana też jako manewr flămândzki – bitwa prowadzona od 29 września do 5 października 1916 podczas I wojny światowej, pomiędzy armią rumuńską a połączonymi siłami niemiecko-bułgarskimi.

## Przyczyny konfliktu
Po przystąpieniu Rumunii do I wojny światowej, po stronie Ententy, jej wojska rozpoczęły ofensywę w Siedmiogrodzie. W tym samym czasie połączone siły niemiecko-bułgarskie, dowodzone przez Augusta von Mackensena wkroczyły do Dobrudży. Rumuńskie dowództwo zdecydowało znacząco wzmocnić 3 armię generała Alexandru Averescu, siłami tzw. Armii Dobrudży pod dowództwem gen. Andrieja Zajonczkowskiego i przeprowadzić kontratak na oddziały Mackensena wzdłuż linii Dunaju. Zamiarem rumuńskim był atak w kierunku na Cobadin i odcięcie armii Mackensena od jej zaplecza w północnej Bułgarii.

## Przebieg bitwy
Atak rumuński rozpoczął się 29 września na froncie o szerokości 50 km – od wsi Flămânda koło Oltenițy do Zimnicei. Strona rumuńska miała przewagę liczebną i artyleryjską, jednak próby sforsowania Dunaju były skutecznie powstrzymywane przez okręty austro-węgierskie operujące na rzece.
1 października saperom rumuńskim udało się postawić most, łączący oba brzegi. Dzięki temu dwie dywizje (10 dywizja piechoty i 21 dywizja piechoty) sforsowały rzekę w rejonie Flămândy i utworzyły przyczółek o głębokości 4 km i szerokości 14 km. Mimo kontrataku, przeprowadzonego przez żołnierzy bułgarskiego 5 opyłczeńskiego pułku piechoty, Rumuni utrzymali się w mieście Rjachowo i w trzech pobliskich wsiach – Sliwo Pole, Kaja Machle i Para Machle.
W tym samym dniu rozpoczęła się rumuńsko-rosyjska ofensywa w Dobrudży. W czasie burzliwej nocy z 1 na 2 października most pontonowy, którym przeprawiały się jednostki armii rumuńskiej uległ uszkodzeniu. Plan całkowitego zniszczenia mostu przez barkę wypełnioną materiałami wybuchowymi nie powiódł się, zniszczyła go dopiero artyleria rumuńska. Brak znaczących sukcesów na froncie w Dobrudży skłonił gen. Averescu do wycofania podległych mu sił z przyczółka. Ewakuacja trwała do 5 października, zaś linia frontu ustabilizowała się na Dunaju.